# Amandine Hesse
Amandine Hesse (Montauban, 16 de janeiro de 1993) é uma tenista profissional francesa.